# Orgel

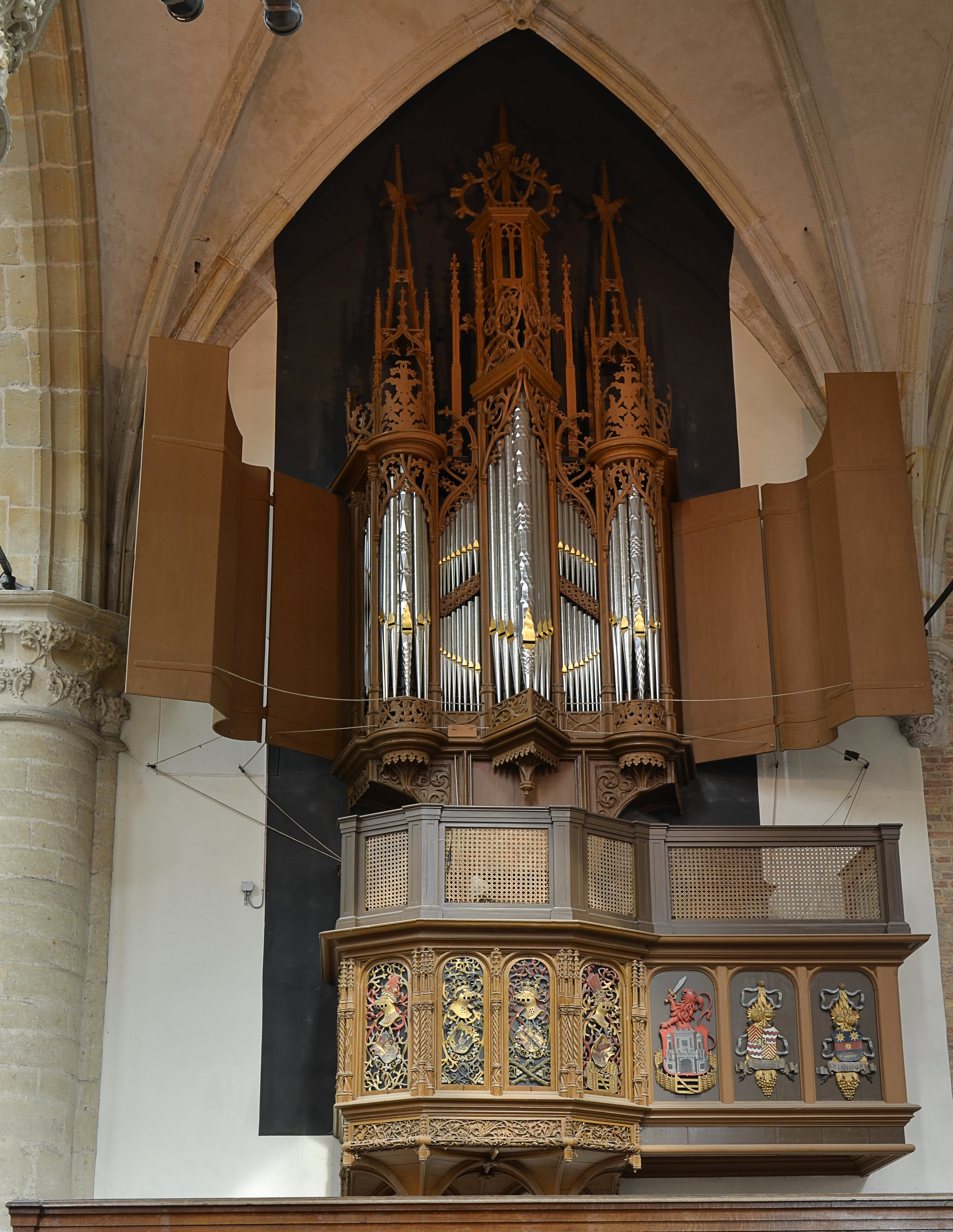
Het oudste bespeelbare orgel in Nederland, Jan van Covelens, 1511, Grote of Sint-Laurenskerk (Alkmaar)

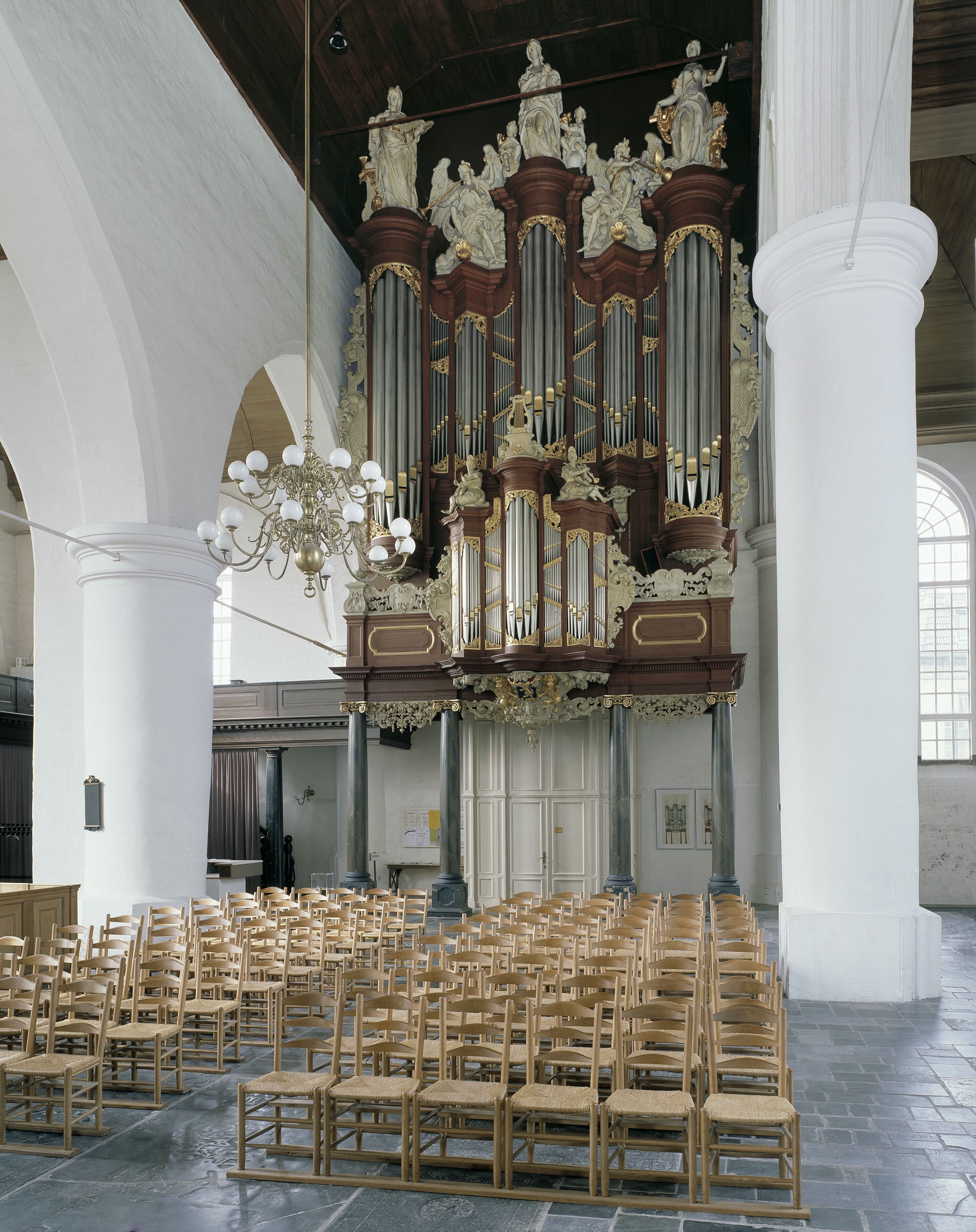
Hoofdorgel van de Grote- of Jacobijnerkerk in Leeuwarden van Christian Müller

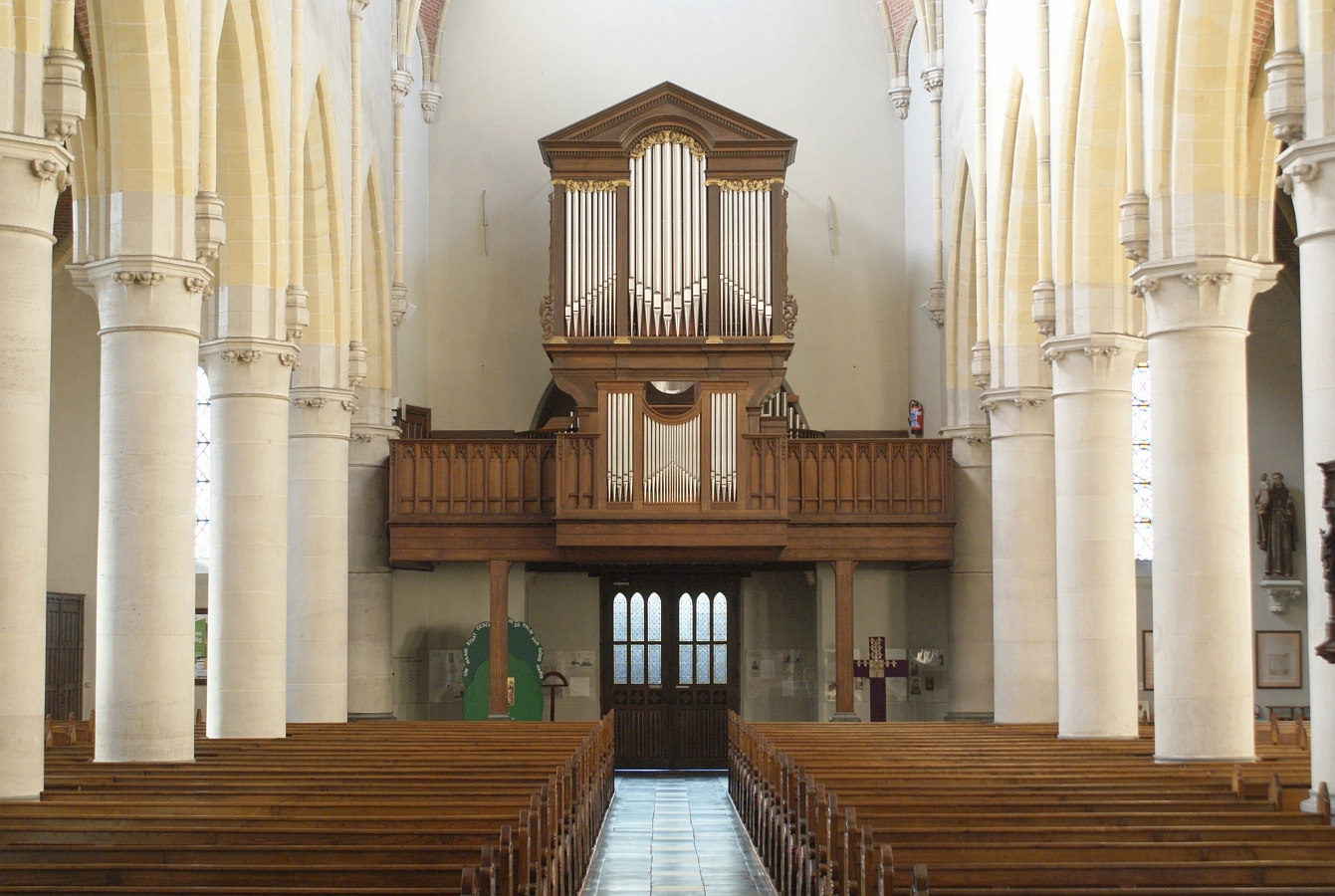
Orgel van Arnold Clerinx in de Sint-Pietersbandenkerk (Lommel)

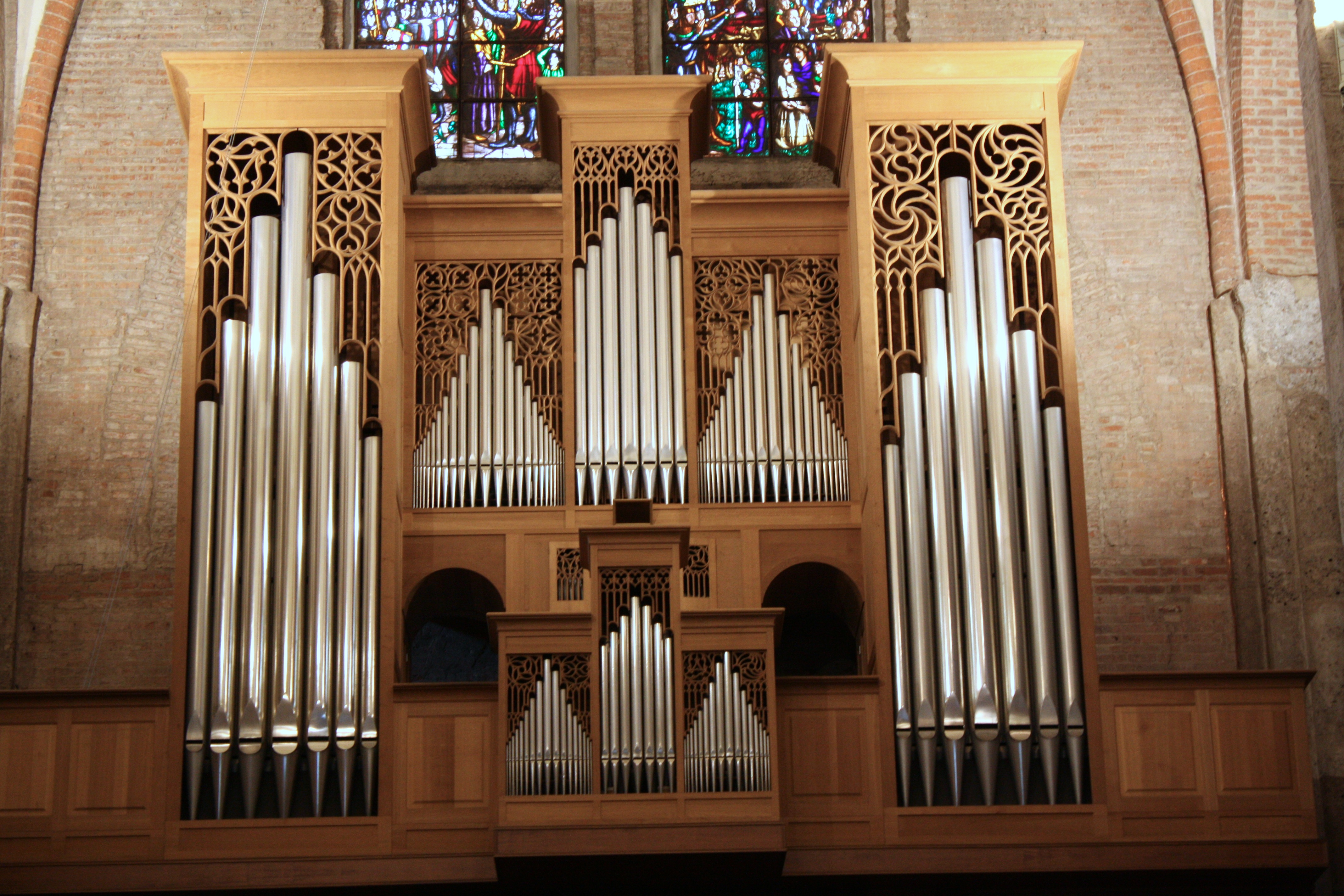
Orgel van Jürgen Ahrend in de San Simpliciano in Milaan

Een orgel is een muziekinstrument dat bestaat uit meerdere afzonderlijke pijpen waar lucht doorheen stroomt op een labium of op een tong. Het instrument wordt daarom gerekend tot de aerofonen. Een bespeler van een orgel noemt men een organist.
Het ontwerpen, vervaardigen en onderhoud van een orgel gebeurt door de orgelbouwer of orgelmaker.

## Geschiedenis

### Oudheid
Het orgel zou een uitvinding zijn van Ktesibios, een werktuigkundige uit Alexandrië, en dateren uit de derde eeuw voor Christus. Hij noemde dit nieuwe muziekinstrument 'hydraulos', van Grieks ὕδωρ (hydor),  water en aulos, een populair dubbelriet-blaasinstrument. Ktesibios plaatste een reeks auloi van verschillende lengtes op een bak waar lucht onder druk in werd gepompt; een constante luchtdruk werd geleverd door een pompsysteem waarbij de luchtdruk werd gereguleerd door water. 
In de Hellenistische en Romeinse cultuur speelde het orgel een belangrijke rol bij muziekwedstrijden en (seculiere) plechtigheden.
Wanneer het idee ontstaan is om de ingewikkelde windvoorziening van de hydraulos te vervangen door blaasbalgen, is niet duidelijk. De eerste aanwijzingen van orgels met blaasbalgen dateren uit de 2e eeuw.

### Middeleeuwen
Met de neergang van het West-Romeinse Rijk verdween ook het orgel in West-Europa, maar in het Oost-Romeinse rijk (Byzantium) bleef het voortbestaan.
Hoe het orgel weer in het Westen geraakt is, blijft enigszins onduidelijk. Het is wel zeker dat Pepijn de Korte in 757 een orgel cadeau kreeg van de Byzantijnse keizer Constantijn V. Er is ook nog sprake van Georgius, een Venetiaanse priester, die rond 826 zou begonnen zijn met de bouw van orgels.
Tot hier toe heeft het orgel nog geen functie in de christelijke kerk. De vroege kerkvaders stonden zeer wantrouwend tegenover instrumentale muziek. Vanaf de 10de eeuw is er (in Engeland) sprake van orgels in kerken en kloosters. Het zou echter nog lang duren vooraleer het orgel volledig aanvaard zou worden in de christelijke kerken. Tegen 1300 is het orgel, ondanks tegenstand van de kerkelijke overheid, in veel stadskerken en kloosters in gebruik in de eredienst. Die centrale plaats in de eredienst zal het orgel innemen tot ca. 1970. In diverse protestantse kerken, met name van behoudende gereformeerde signatuur, staat het orgel nog steeds centraal in de eredienst.
Reformatoren als Johannes Calvijn en Huldrych Zwingli stonden kritisch tegenover het orgel. Calvijn schreef over het orgel als 'sirene van de duivel'. Het orgel stond symbool voor de katholieke extravagantie en maakte de individuele christenen monddood, zo meende hij. Maar in de Nederlanden waren er ook voorstanders van het orgel, onder wie Constantijn Huygens. Vanaf het midden van de zeventiende eeuw introduceerden steeds meer Nederlandse kerken een orgel in de erediensten.
De eerste orgels hadden geen registers waarmee rijen pijpen in- en uitgeschakeld kunnen worden. Variatie in klankkleur of -sterkte was dus niet mogelijk. Om toch aan de wens van afwisseling tegemoet te komen, bouwde men achter de speler een tweede orgel, dat rugpositief genoemd werd. Ook werd er wel een tweede orgel boven het eerste opgesteld, het bovenwerk. Om meer speelmogelijkheden voor de handen over te houden, werden de baspijpen met de voeten bespeeld: het pedaal, uitgevonden omstreeks 1470.

### Na 1500
Na het jaar 1500 werd het mogelijk, door uitvinding van een manier om rijen pijpen in en uit te schakelen, veel meer klankkleuren (de registers) ten gehore te brengen. Het mechanisme dat hiervoor gebruikt wordt, bedient de organist met het in- en uitschuiven van de registertrekkers naast of boven de speeltafel.
Het orgel ontwikkelde zich naar een hoogtepunt, dat bereikt werd in het midden van de 18e eeuw. Hierna werd er voortdurend geprobeerd het orgel te verbeteren en aan te passen aan de eisen van de tijd en veranderende smaak. Vooral de komst van het industriële tijdperk is van grote invloed geweest. In onze tijd zijn we weer teruggekeerd naar de bouwwijze van het orgel in deze periode van bloei van het mechanische orgel. Het belangrijkste dat wij uit onze huidige tijd hebben toegevoegd, is de elektrische windmachine. Deze zorgt dat de balgen gevuld blijven met orgelwind, waardoor we afscheid konden nemen van de orgeltrapper of calcant.

## Basisonderdelen

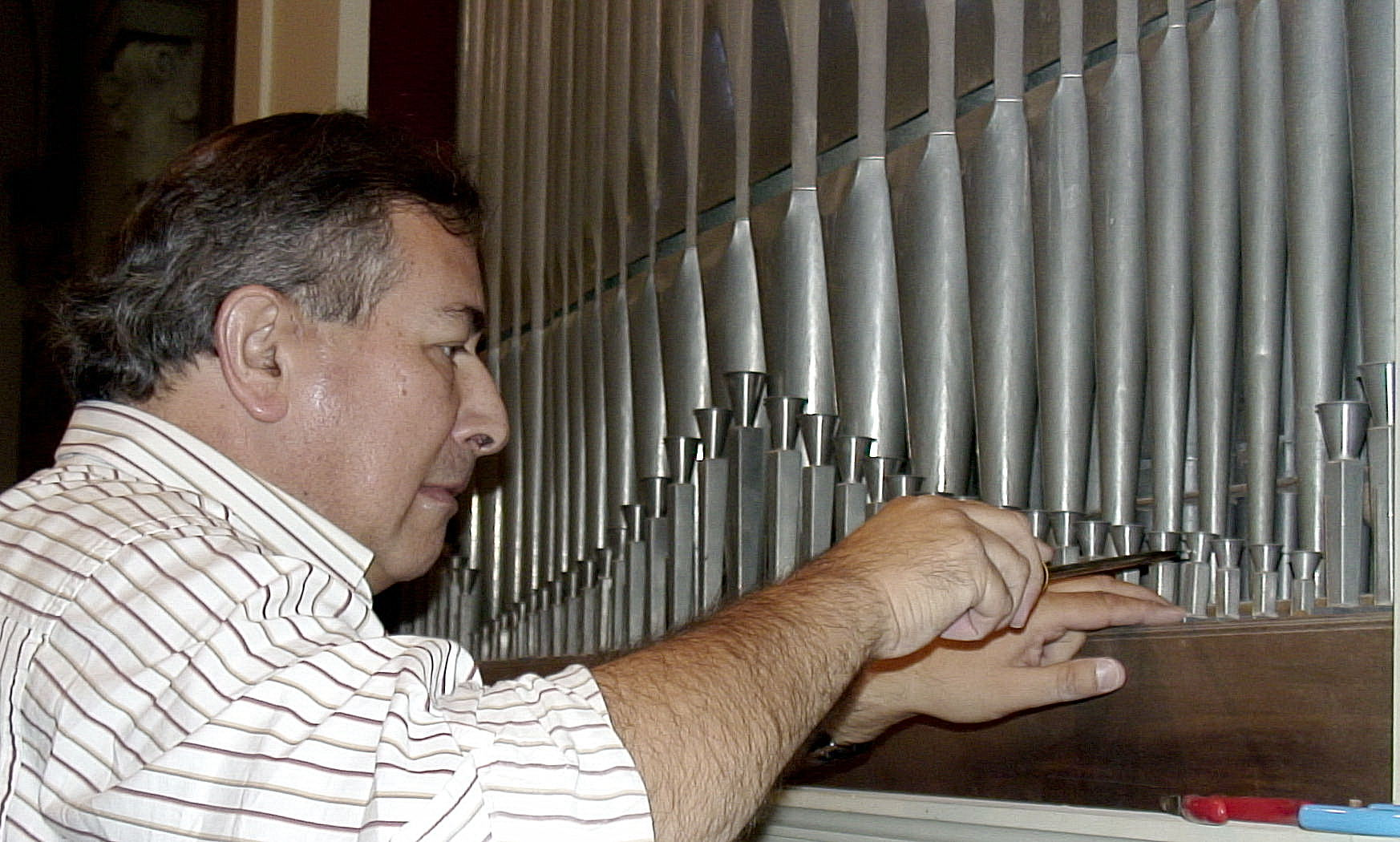
Het stemmen van orgelpijpen

Het orgel is een blaasinstrument dat zijn oorsprong heeft in de fluit. In de loop der tijd evolueerde het door kleine aanpassingen tot zijn huidige vorm. De syrinx of panfluit lijkt door zijn aaneengeschakelde pijpen met vaste lengtes al een beetje op een orgelfront.
Het ligt voor de hand, dat men probeerde om, met de dubbelfluiten met hun mondstuk en met de panfluit als voorbeeld, een instrument te ontwikkelen waarmee men één of meerdere tonen tegelijk ten gehore kon brengen terwijl men het door één mondstuk aanblies.
De oplossing bestond uit een aantal pijpjes (of fluiten) op een langwerpige doos, met aan de zijkant een mondstuk om de pijpen aan te kunnen blazen. Om te voorkomen dat alle pijpjes tegelijk zouden gaan klinken, werden er onder de pijpen klepjes of schuiven aangebracht, waarmee het mogelijk werd om de selectie van tonen die men wilde horen tot klinken te brengen.
Naarmate men meer pijpjes aan het instrument toevoegde, werd het moeilijker om het instrument met de beperkte capaciteit van de menselijke longen van voldoende wind te voorzien en ging men zoeken naar een mechanische oplossing van dit probleem. De afgestroopte huid van een dier (wordt balg genoemd) gebruikte men als reservoir voor de wind waarop het orgel kon spelen. Aangebracht tussen twee scharnierend aan elkaar verbonden planken, kon men druk op de balg uitoefenen. De hals van het dier (de krop) werd als uitgaande opening voor de wind aan het kanalensysteem van het instrument verbonden.
De onderdelen die nodig zijn om een gewoon orgel te laten functioneren, zijn:
- De pijpen.
- De doos waarop de pijpen opgesteld staan: de windlade.
- Het mondstuk waardoor de pijpen aangeblazen worden: de kanalen.
- De balg, die zorgt voor de windvoorraad en de juiste druk van de orgelwind.
- De klepjes die de windtoevoer naar de pijpen afsluiten: de ventielen.
- De hefboompjes om die klepjes te openen en te sluiten: de toetsen.
- Verbinding van toets naar ventiel: de tractuur.
- De speeltafel of klaviatuur.

## Soorten orgels

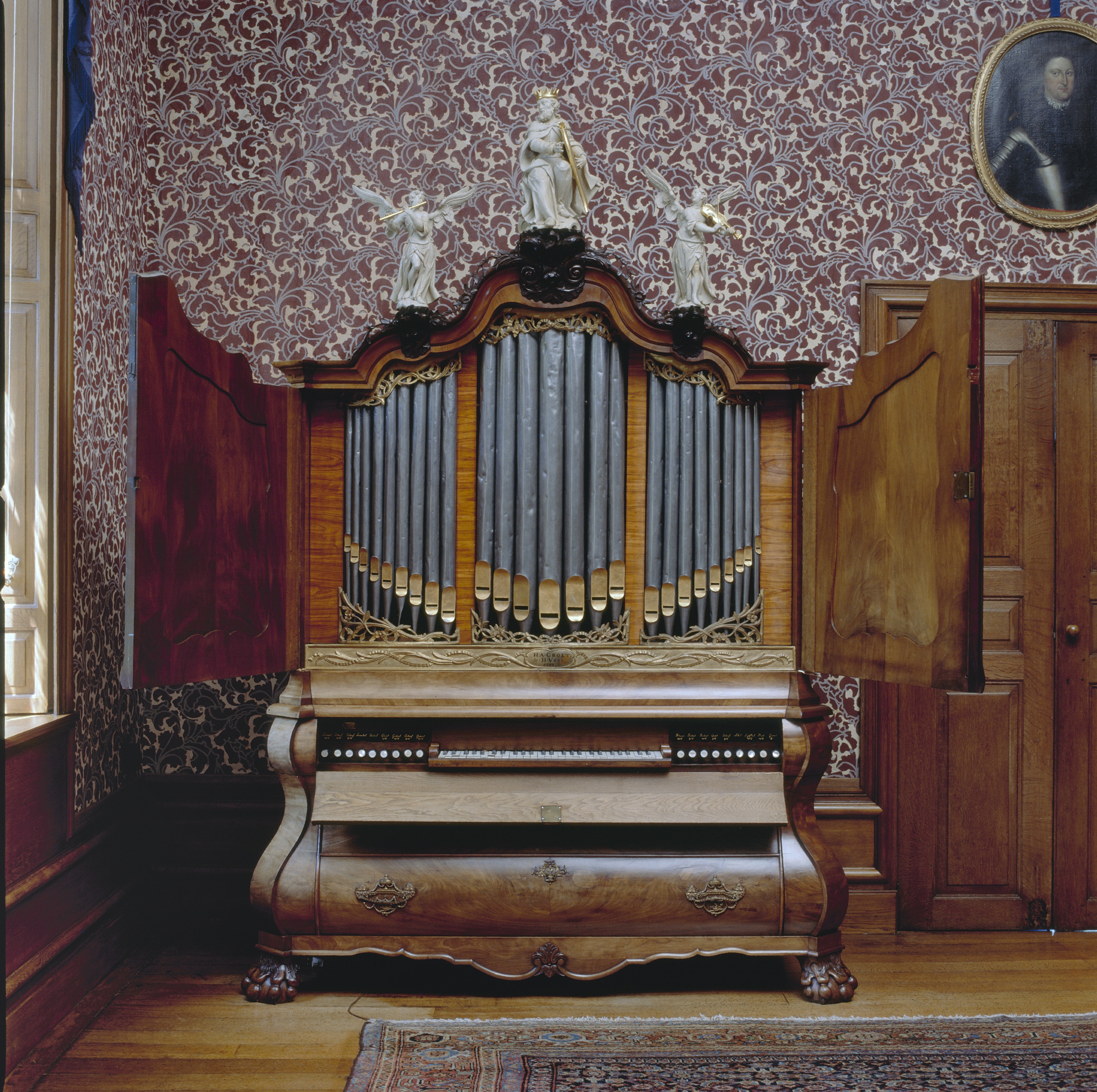
Kabinetorgel in de Menkemaborg, Uithuizen

### Soorten orgels naar constructiewijze
Er zijn verschillende soorten orgels, met verschillende toepassingen:
- pijporgel: de benaming pijporgel wordt soms gebruikt om de oneigenlijke orgels (zoals harmonium, elektronisch orgel en virtueel pijporgel) uit te sluiten. Het pijporgel komt ook voor in verschillende vormen:
  - regaal: een klein, plat instrument met niet zichtbare liggende tongpijpjes, veel gebruikt in de Florentijnse opera
  - portatief: draagbaar klein pijporgeltje dat voornamelijk in de middeleeuwen en renaissance in vooral wereldlijke muziek werd gebruikt
  - positief: klein pijporgel dat meestal gebruikt wordt als huisorgel of koororgel in een kerk. 
    - kistorgel: een positieforgel in de vorm van een kist en is daardoor makkelijk transporteerbaar. In de 20e en 21e eeuw wordt het kistorgel vaak gebruikt als basso continuo begeleidingsinstrument.
    - kabinetorgel: een positieforgel dat zich in een kast bevindt die met deurtjes gesloten kan worden. Vaak gebruikt als huisorgel of als tweede instrument in een kerk.
    - secretaireorgel: een huisorgel of kabinetorgel in de vorm van een secretaire.

  - zwaluwnestorgel: een pijporgel dat als een soort van "zwaluwnest" tegen een muur is opgehangen
- draaiorgel: een automatisch spelend pijporgel, niet bespeeld door een organist
  - dansorgel: draaiorgel dat vroeger in danszalen stond. Bevat naast orgelpijpen vaak extra instrumenten zoals accordeons, percussie-instrumenten en saxofoons.
  - kermisorgel: draaiorgel dat op kermissen werd gebruikt en daar in staat was met een groot volume muziek te produceren. Een apart type kermisorgel werd (en wordt) gebruikt in de klassieke draaimolen.
  - serinette: ook wel kanarieorgel of vogelorgel
- waterorgel of het hydraulische orgel, oudste type pijporgel
- hybride orgel of combinatie-orgel: een combinatie van pijporgel en elektronisch orgel of virtueel pijporgel, bedoeld als goedkopere oplossing voor uitbreiding van een bestaand pijporgel.
- stoomorgel: orgel waarbij geen lucht maar stoom door de pijpen wordt geblazen. Door de hoge stoomdruk is hierbij een zeer groot geluidsvolume mogelijk.

### Soorten orgels naar plaats en doel
Afhankelijk van de plaats waar ze zich bevinden en het doel waarvoor ze gebouwd zijn, kan men orgels indelen als:

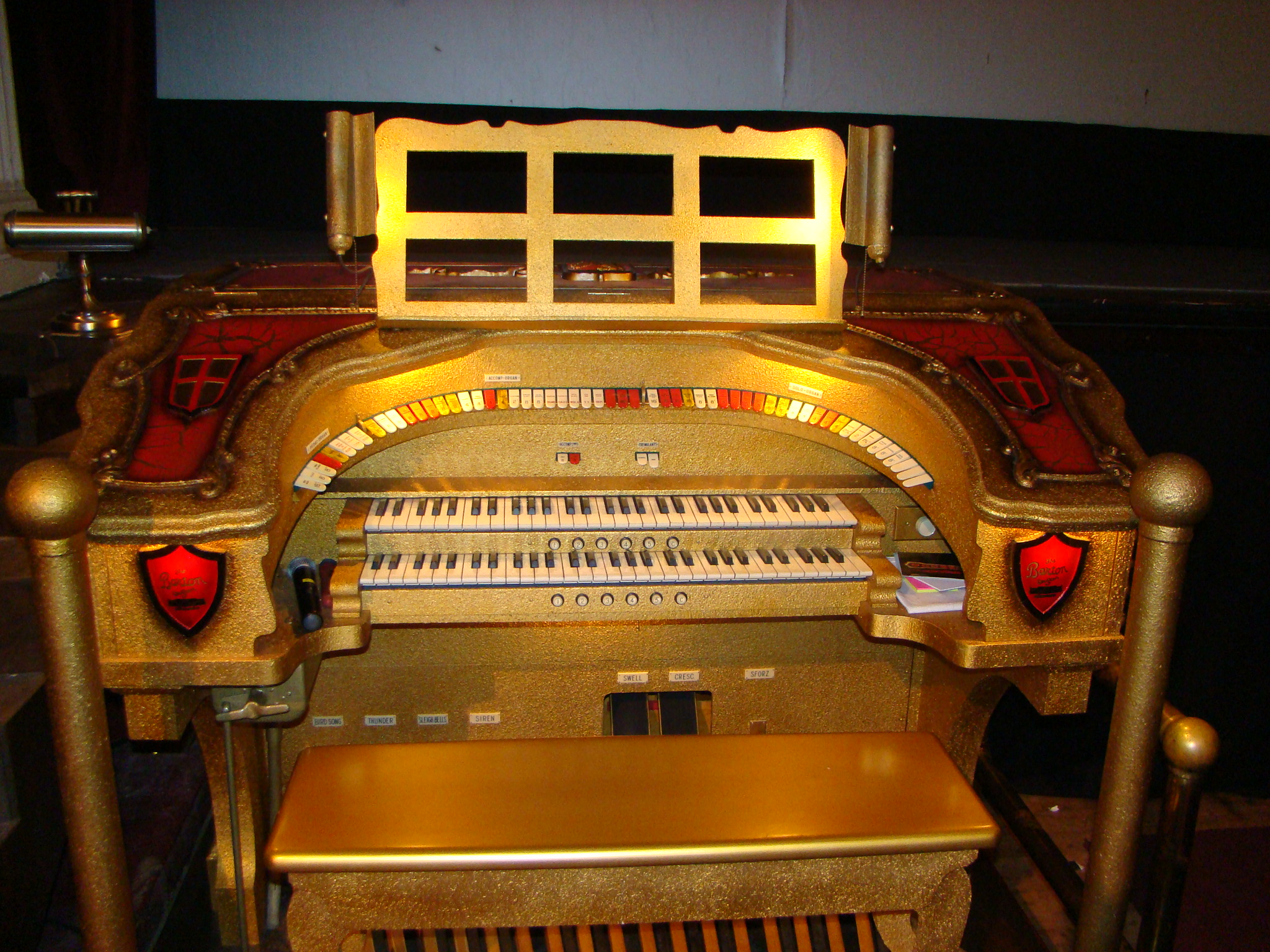
Barton theaterorgel in Ironwood, Michigan

- kerkorgel: pijporgel dat zich bevindt in een kerkgebouw. Het wordt onder meer gebruikt om op geëigende plekken in de liturgie instrumentale muziek te voorzien, alsook voor de begeleiding van koorzang en samenzang.
  - oksaalorgel of galerijorgel: orgel dat zich bevindt op galerij van het oksaal (ook wel 'orgeltribune') in een kerk.
  - koororgel: orgel dat in de nabijheid van een koor (vaak een kerkkoor) wordt geplaatst of dat zich in het koor van het kerkgebouw bevindt. Het wordt onderscheiden van het groot orgel dat zich in de hoogte bevindt op een doksaal, galerij of als zwaluwnestorgel. Een koororgel kan zowel een groter vaststaand orgel of een kleiner verrijdbaar orgel (zoals het kistorgel) zijn.
- huisorgel: een klein model van het grote pijporgel, dat als studie-instrument voor thuisgebruik wordt gebruikt
  - kabinetorgel
  - secretaireorgel
- concertorgel of concertzaalorgel: een pijporgel dat gebruikt kan worden voor versterking van het symfonieorkest of solistisch kan worden aangewend, al dan niet in dialoog met het orkest.
- theaterorgel (ook wel bioscooporgel of cinemaorgel): een pijporgel dat speciaal gebouwd werd voor de muzikale omlijsting van 'stomme films'.
- dansorgel: een draaiorgel dat vroeger in danszalen stond. Ze waren in gebruik bij cafés en bij kermissen.
- kermisorgel: een draaiorgel dat op kermissen werd gebruikt en daar in staat was met een groot volume muziek te produceren. Een apart type kermisorgel werd (en wordt) gebruikt in de klassieke draaimolen.

## Geen orgels
Sommige instrumenten worden weliswaar orgels genoemd, maar zijn het eigenlijk niet:
- een harmonium, dat informeel een 'traporgel' wordt genoemd
- elektronische orgels of pijploze orgels waaronder:
  - het virtueel pijporgel, zoals het Hauptwerkorgel: instrument dat op elektronische wijze het geluid voortbrengt van bestaande pijporgels waarbij het geluid wordt opgewekt via een virtueel pijporgelprogramma met een in de computer ingeladen sampleset van één of meer pijporgels, waarbij de aansturing plaatsvindt door middel van één of meer keyboards of andere elektronische speeltafels
  - Ondes-Martenot: een van de vroegste elektronische instrumenten dat gebruik maakt van een elektronenbuis om een geluidsgolf te genereren
  - hammondorgel: elektromechanisch toonwielorgel (elektrisch, niet elektronisch)
  - keyboard: toetseninstrument dat naast talloze klanken ook een begeleidingsautomaat aan boord heeft die via akkoorden wordt aangestuurd
  - synthesizer: een elektronisch muziekinstrument dat klanken en geluiden kunstmatig (meestal elektronisch) opwekt
  - het Magic Organ
- flessenorgel: orgel waarvan de pijpen zijn vervangen door flessen
- windorgel: muziekinstrument bestaande uit holle buizen van verschillende lengtes die 'bespeeld' worden door de wind
- pyrofoon, ook bekend als vuurorgel of explosieorgel: een muziekinstrument, rond 1875 uitgevonden door Georg Friedrich Eugen Kastner (zoon van componist Johann Georg Kastner), waarin de tonen opgewekt worden door explosies, snelle verbranding, snelle opwarming of iets gelijkaardigs
- een knikkerorgel of knikkermachine (Engels: Marble Machine) waarbij door middel van knikkers, die vallen op metalen staafjes, het geluid wordt opgewekt